# Championnats du monde de gymnastique artistique 1994 (Dortmund)
Navigation
Édition précédente Édition suivante
Les 30e championnats du monde de gymnastique artistique ont eu lieu à Dortmund du 15 au 20 novembre 1994. Il s'agissait de la compétition par équipes. La compétition individuelle s'est tenue à Brisbane la même année (voir Championnats du monde de gymnastique artistique 1994 (Brisbane)).

## Résultats hommes
| Épreuve              | Or                                                                                | Score   | Argent | Score   | Bronze | Score   |
| Concours par équipes | Chine Fan Hongbin Guo Linyao Huang Huadong Huang Liping Li Dashuang Li Xiaoshuang | 283.333 | Russie Evgeni Chabaev Evgeni Joukov Dmitri Karbonenko Aleksey Nemov Dmitriy Trush Dmitri Vasilenko Aleksey Voropaev | 282.158 | Ukraine Rustam Sharipov Yuriy Yermakov Ihor Korobchynskyy Vitaliy Marynych Hryhoriy Misyutin Volodymyr Shamenko Andrei Stepanchenko | 281.086 |

## Résultats femmes
| Épreuve              | Or | Score   | Argent | Score   | Bronze | Score   |
| Concours par équipes | Roumanie Simona Amânar Gina Gogean Nadia Hategan Ionela Loaies Daniela Mărănducă Lavinia Miloşovici Claudia Presăcan | 195.847 | États-Unis Amanda Borden Amy Chow Dominique Dawes Larissa Fontaine Shannon Miller Jaycie Phelps Kerri Strug | 194.645 | Russie Oksana Fabrichnova Elena Grosheva Natalia Ivanova Svetlana Khorkina Dina Kotchetkova Elena Lebedeva Evgenia Rodina | 194.546 |